# Паровоз (конфигурация клеточного автомата)
Парово́з (англ. puffer) — класс конфигураций в игре «Жизнь» и других родственных ей клеточных автоматах: объект, который движется по полю подобно космическому кораблю, но при этом ещё и оставляет за собой «выхлопы» — след из других объектов.
Паровозы условно делят на чистые и грязные. Чистый паровоз оставляет «аккуратный» след, обладающей легко уловимой на глаз периодичностью; грязный — сложный, хаотически выглядящий след.
Паровозы, оставляющие за собой след исключительно из космических кораблей, называются граблями.

## В игре «Жизнь»
Название для данного гипотетического класса конфигураций было придумано изобретателем игры «Жизнь» Джоном Конвеем ещё до того, как подобные конфигурации были найдены на практике. Первый паровоз (чистый) был построен в 1971 году Биллом Госпером.
|  |  |

## В других клеточных автоматах
В модификации игры «Жизнь» с правилом перехода B368/S245, известной как Move или Morley, существует чистый паровоз с очень простой стартовой конфигурацией всего из 6 живых клеток, часто самопроизвольно рождающийся при случайном исходном заполнении поля:
Он имеет период 170 и движется со скоростью 13c / 170, оставляя за собой след из одинаковых осцилляторов, имеющих период 2.